# Mardalstjärnet
Mardalstjärnet är en sjö i Årjängs kommun i Värmland och ingår i Göta älvs huvudavrinningsområde. Sjöns area är 0,044 kvadratkilometer och den befinner sig 281,1 meter över havet.